# Richard L. Van Enger
Richard L. Van Enger (* 20. Juni 1914 in New York City; † 20. März 1984 in Burbank, Kalifornien) war ein US-amerikanischer Filmeditor.

## Leben
Van Enger begann seine Tätigkeit im Bereich Filmschnitt 1939 als Schnittassistent bei Vom Winde verweht. Ab 1942 war er als eigenständiger Editor tätig. Bis 1957 war er vor allem an Kinofilmen beteiligt, danach bis 1978 in erster Linie an Fernsehserien. Insgesamt war er an mehr als 90 Film- und Fernsehproduktionen beteiligt. Mit dem Western-Regisseur Joseph Kane verband ihn eine jahrelange Zusammenarbeit.
Im Verlaufe seiner Karriere war er viermal für den Eddie Award der American Cinema Editors nominiert, dreimal für den Emmy. 
Der Musicalfilm Earl Carroll Vanities, bei dem Enger für den Schnitt verantwortlich war, wurde 1945 in der Kategorie „Bester Song“ für einen Oscar nominiert. 1950 war Enger dann für seine Mitwirkung an dem Film Du warst unser Kamerad für den Oscar in der Kategorie „Bester Schnitt“ nominiert.

## Filmografie (Auswahl)
- 1942: Der Besessene von Tahiti (The Moon and Sixpence)
- 1942: Das Herz des goldenen Westens (Heart of the Golden West)
- 1944: Alarm im Pazifik (The Fighting Seabees)
- 1945: Earl Carroll Vanities
- 1945: San Francisco Lilly (Flame of Barbary Coast)
- 1946: Ich hab dich immer geliebt (I’ve Always Loved You)
- 1946: The Mysterious Mr. Valentine
- 1947: Brennende Grenze (The Fabulous Texan)
- 1948: Im Banne der roten Hexe (Wake of the Red Witch)
- 1948: Die rauhen Reiter der furchtlosen Legion (The Gallant Legion)
- 1949: Du warst unser Kamerad (Sands of Iwo Jima)
- 1949: In letzter Sekunde (The Fighting Kentuckian)
- 1950: Rauchende Pistolen (Singing Guns)
- 1951: Bullfighter and the Lady
- 1952: Feuertaufe Invasion (Thunderbirds)
- 1952: Der Löwe von Arizona (Toughest Man in Arizona)
- 1952: Faustrecht in Minnesota (Woman of the North Country)
- 1952: Mördersyndikat San Francisco (Hoodlum Empire)
- 1953: Der Rebell von Java (Fair Wind to Java)
- 1953: Der Cowboy von San Antone (San Antone)
- 1954: Das letzte Gefecht (Sitting Bull)
- 1954: Johnny Guitar – Wenn Frauen hassen (Johnny Guitar)
- 1955: Eisenbahndetektiv Matt Clark (Stories of the Century), Fernsehserie, 5 Episoden
- 1955: Postraub in Central City (Road to Denver)
- 1955: Insel der Leidenschaft (Flame of the Islands)
- 1955: Ein Mann allein (A Man alone)
- 1955: Der Rächer vom Silbersee (Timberjack)
- 1955: Der letzte Indianer (The Vanishing American)
- 1956: Das Herz des goldenen Westens (Heart of the Golden West)
- 1956: Geheimzentrale Lissabon
- 1956: Durango Kid – der Rächer (Duel at Apache Wells)
- 1956: Der Teufel von Colorado (The Maverick Queen)
- 1956: Schach dem Mörder (Accused of Murder)
- 1957: Flammen über dem Silbersee (Spoilers of the Forest)